# Toca
Toca es un municipio colombiano ubicado en la provincia del Centro, en el departamento de Boyacá.
El municipio limita al norte con Tuta, al sur con Siachoque, al oriente con Pesca, al occidente con Tuta y Chivatá.

## Toponimia
El nombre de Toca proviene de Tocavita, que era el cacique de la tribu que habitaba en el lugar antes de la llegada de los españoles. Su nombre proviene de las palabras del muysc cubun (idioma muisca) To, que significa «perro» y Ca, que significa «fortaleza». El primer nombre que recibió el municipio en 1555 fue Pueblo Grande.

## Historia
En la época precolombina, el territorio del actual municipio de Toca estuvo habitado por los muiscas, tributarios del Señor de Iraca. Los conquistadores, en su ruta hacia los Llanos Orientales, bautizaron a Toca Pueblo Grande, por lo numeroso de sus viviendas y por la gran cantidad de indios que encontraron allí. En una expedición comandada por el General Juan de San Martín, en el año de 1536, encontraron un caserío de indios dirigidos por el Cacique Tocavita y en honor a este le dieron el nombre de Toca. Los naturales de Toca fueron cristianizados desde 1556 por Fray Juan de los Barrios.
El Cacique de Toca fue degollado en Tunja, junto con el Zaque Aquiminzaque y otros líderes bajo las órdenes de Hernán Pérez de Quesada. En 1777 este caserío fue erigido por Parroquia. Toca se adhirió a la insurrección de los comuneros en 1781. El Municipio de Toca fue incorporado al Cantón de Tunja en el Congreso de 1842 y 1843.

## Geografía
Situada en la base de unas colinas, que simulan una especie de herradura, hacia el Norte se extiende un espléndido y pintoresco valle. Toca es un municipio de suelos fértiles y privilegiados, aptos para múltiples labores agropecuarias.
Los ríos que atraviesan la población son: el San Francisco, que nace en Pantano Colorado, en el Municipio de Siachoque; el Toca, que nace en el Cerro de Tibamosa y el Chorrera. Una vez reunidos siguen hacia el norte, pasan por cerca de la población de Tuta y se confunden con el Río de Piedras, y con las cabeceras del Chicamocha o Sogamoso. Algunas quebradas de importancia fortalecen los recursos hidrográficos del municipio: Puente Tierra, Tuaneca, Chorroblanco, Raiba, La Colorada y la Leonera. Actualmente varios ríos se reúnen en la Represa de La Copa, obra de ingeniería realizada por una compañía holandesa en la década de 1970. Esta represa está entre Toca y Tuta, vereda leonera.
Límites del municipio:
Limita por el norte, con Tuta; por el sur, con Siachoque; por el oriente, con Pesca y por el occidente, con Tuta y Chivatá.
- Extensión total: 165 km²

- Extensión área urbana: 165 km²

- Extensión área rural: 165 km²

- Altitud de la cabecera municipal (m s. n. m.):2810

- Temperatura media: 13 °C

- Distancia de referencia: 27 km

## Ecología
El suelo produce trigo, papa, maíz, cebada, rubas, nabos, arvejas, fríjoles, hortalizas, etc. Se cosechan manzanas pensilvaneas, peras, duraznos, curubas, cerezas, etc.
En el valle se crían grandes cantidades de ganado vacuno, caballar, mular, asnal, y lanar. En casas de campo se mantiene la porcicultura.
Hay una mina de sal pero de muy pocas cantidades, llamada "La Copa".
Este municipio se destaca por su cultivo de trigo y cebada, las cuales se usan en al elaboración de distintos licores como el guarapo y la cerveza tradicional.

## Economía
Las principales actividades económicas del municipio son la agricultura, la ganadería, la floricultura y el comercio. Los productos agrícolas más importantes son la papa, la cebolla, el maíz, el trigo y la cebada. En cuanto a la ganadería, el municipio se dedica principalmente a la crianza de bovinos.

## Vías de comunicación
Terrestres:
Toca posee vías de acceso a la cabecera municipal en buen estado, con algunos tramos deteriorados, además posee carreteables destapados o en piedra presentes en la mayoría de conexiones interveredales del municipio.
Fluviales:
A pesar de poseer gran cantidad de ríos y lagunas es muy reducido el uso de la actividad marítima.